# Infosms
Infosms – spersonalizowane serwisy tematyczne lub infoserwisy. Popularna usługa oferowana przez telefonie komórkowe, polegająca na wysyłaniu przez usługodawcę wiadomości według wcześniej ustalonych przez abonenta kryteriów.